# 乳腺炎
乳腺炎（にゅうせんえん、英: mastitis）とは、乳腺実質（霊長類の胸部、他の哺乳類の乳房(Udder)）の炎症。乳房炎（にゅうぼうえん）とも。
泌乳動物では産褥性乳腺炎、それ以外の動物では非産褥性乳腺炎と呼ばれる。乳腺炎は雄でも発生するが極めて稀である。炎症性乳癌と乳腺炎の症状は非常に似ており鑑別が必要である。
乳腺内は微生物にとっても栄養豊富な環境である。乳中には抗菌物質リゾチーム、ラクトフェリン、乳糖などが存在するが万能ではない。乳中に過酸化水素分解酵素が存在し、微量でも過酸化水素が存在するとチオシアン酸が生成し、微量でも殺菌作用を示すが乳腺細胞に害を与えない。

## 分類

### 急性乳腺炎
母乳が詰まり、乳頭から細菌感染が起こることが原因で発生する。授乳期に主に見られる疾患である。主な症状は、乳房の張れや痛み、しこり、高熱など。症状が初期の段階では抗生剤を服用するが、症状が進んだ状態では、皮膚を切開して膿のたまりまで管を入れて膿を排出させる必要がある。予防として考えられるのは、乳房マッサージや赤ちゃんに母乳を飲んでもらうこと。

### 慢性乳腺炎
主な症状はしこりや硬結、皮膚の発赤、びらん（ただれること）。原因が不明な場合も多く、症状や画像所見で乳癌との区別が難しい場合は、細胞を採って確認する。